# Промишлена пещ
Вижте пояснителната страница за други значения на Пещ.
 Тази статия е за индустриалните пещи.  За домакинските пещи вижте Фурна.  За други значения вижте Пещ (пояснение).
Индустриалните пещи се използват в промишлеността за различни цели, като разтопяване, нагряване, изпичане, изсушаване или изгаряне на съдържимото в тях. Тази статия представлява класификация на пещите с промишлено приложение според съответните отрасли.

## Пещи в металургията
Металургичните пещи са предназначени за претопяване на руди за добив на метал или за разтопяване на метали с цел по-нататъшна преработка – получаване на сплави или на стопилка за отливки.
- Висока пещ (Доменна пещ) – за добив на чугун от желязна руда
- Бесемерова пещ – за добив на стомана от чугун в конвертори, вж. Бесемеров процес
- Мартенова пещ – за добив на стомана от чугун
- Леярска пещ (Топилни пещи) – за отливане на метали или за получаване на метални сплави
- Вагрянка – за отливане на изделия от чугун

## Пещи в машиностренето
Това са нагревателни пещи без разтопяване на детайлите в тях. Най-често са електрически.
- Камерна пещ – използва се за нагряване на заготовки за ковашко-пресовото производство или в термичните цехове за термична обработка на готови машиностроителни детайли
- Цементационна пещ – шахтова пещ, в термичните цехове за цементация или други видове химико-термична обработка
- Проходна пещ (тунелна) – разновидност на камерната. Може да бъде линейна, с Г- или П-образна форма. Имат вход, изход и подвижен под. Зареждането на студените детайли става през входа. През времето на преминаване детайлите се нагряват до желаната температура и след изваждането им са готови за следваща обработка. Това може да бъзе горещо коване, пресване, закаляване и др.
- Каруселна пещ (ротационна) – с един вход/изход и бавно движещ се под по окръжност. Скоростта на пода се настройства така, че нагряването на детайлите до желаната температура да достигне след n-оборота. Детайлите се зареждат и изваждат ръчно.
- Индукционна пещ – за нагряване на ротационни детайли: оси, валове, пиньони с ТВЧ (Ток с висока честота)

## Лабораторни пещи
- Автоклав
- Вакуумна пещ

## Пещи за изгаряне
- Екарисаж
- Крематориум